# 迎恩门 (东莞)
23°02′41″N 113°44′45″E / 23.044662°N 113.745972°E
迎恩门，是东莞古城西城门，又名西城楼，位于广东省东莞市莞城街道西正路口，始建于明洪武十七年（1384年）。 2019年4月被列为第九批广东省文物保护单位。
现存的迎恩门由南海卫指挥常懿于明洪武十七年（1384年）修建。原有以红砂石砌边、中间填土的城墙与道家山、钵盂山、城东的和阳门、城南的崇德门、城北的镇海门相连。但除迎恩门外，城墙和其他三座城门今已不存。清末迎恩门上的城楼遭拆，民国期间进行了简单修复。1958年重建了迎恩门城楼，并在原唯一的券拱门洞旁加开了左右小门。 整个城楼红墙绿瓦, 高16米，通面宽26米，通进深14米。
1982年，迎恩门被列为东莞市文物保护单位。2019年4月，迎恩门被列为第九批广东省文物保护单位。现今，在迎恩门一旁建有东莞西城楼文化广场。2010年广州亚运会圣火传递期间，马王李振强手持亚运火炬纵马穿过迎恩门。